# Samobor (Gacko)
Samobor är en ort i Bosnien och Hercegovina. Den ligger i entiteten Republika Srpska, i den södra delen av landet, 80 km söder om huvudstaden Sarajevo. Samobor ligger 1 001 meter över havet och antalet invånare är 104.
Terrängen runt Samobor är kuperad. Runt Samobor är det ganska tätbefolkat, med 62 invånare per kvadratkilometer.. Närmaste större samhälle är Gacko, 7,3 km nordväst om Samobor.
Trakten runt Samobor består till största delen av jordbruksmark.